# Janvier 2002

## Mardi1erjanvier2002
- Introduction de l'euro sous sa forme fiduciaire (pièces et billets) dans douze pays sur les quinze de l'Union européenne et 3 micro-États enclavés ; disparition des 15 monnaies nationales au profit de l'euro.
- L'Espagne succède à la Belgique à la présidence tournante de l'Union européenne.
- Le sénateur péroniste Eduardo Duhalde est élu par le Congrès président par intérim de la République argentine en remplacement d'Adolfo Rodriguez Saa démissionnaire depuis le 30 décembre 2001.

## Jeudi3 janvier 2002
- En Argentine, nouveau gouvernement d'union nationale, dominé par les péronistes.
- Israël-Palestine :
  - En mer Rouge, la marine israélienne arraisonne le Karine A, un cargo en provenance d'Iran, transportant des lance-roquettes et des missiles antichars. Le premier ministre Ariel Sharon met en cause l'Autorité palestinienne. Yasser Arafat ordonne la création d'une commission d'enquête.
  - Du 3 au 7 janvier, nouvelle mission au Proche-Orient de l'envoyé spécial américain Anthony Zini.

## Vendredi4 janvier 2002
- En France, Charles Pasqua accuse un « cabinet noir de Matignon » d'être l'initiateur de l'enquête qui a abouti à la mise en examen d'une de ses collaboratrices et de l'épouse du député européen Jean-Charles Marchiani, dans le cadre de l'enquête sur des prélèvements de fonds, sur des rançons versées en 1987 et 1988, pour la libération des otages français détenus au Liban. Charles Pasqua et Jean-Claude Marchiani démentent tout versement de rançon.

## Samedi5 janvier 2002
- Du 5 au 6 janvier, en Argentine, les députés et les sénateurs votent un projet de loi d'urgence mettant fin à la parité fixe peso-dollar.
- Démission du ministre italien des Affaires étrangères Renato Ruggiero en désaccord avec certains de ses collègues critiques envers l'euro. le 6, le premier ministre Silvio Berlusconi décide, d'assurer lui-même l'intérim de ce ministère pendant six mois.

## Dimanche6 janvier 2002
- Naissance de Pauline Renaud à Rennes (35000). C'est la fête !!

## Lundi7 janvier 2002
- En France :
  - Le grand couturier Yves Saint Laurent annonce la fin de sa carrière et la fermeture de sa maison créée en 1962. Le 22, défilé d'adieu en forme de rétrospective de la maison Yves Saint-Laurent.
  - Décès de l'écrivain et linguiste français René Etiemble à l'âge de 92 ans.

## Mercredi9 janvier 2002
- Attaque par deux militants du Hamas contre des militaires israéliens : 6 morts dont les deux tireurs palestiniens.

## Jeudi10 janvier 2002
- En France, l'Assemblée nationale vote, à l'unanimité moins une voix, la proposition du député Jean-François Mattei afin de mettre fin à l'affaire Perruche de décembre 2000, qui en considérant comme un préjudice le fait d'être en vie pour une personne handicapée, avait soulevé un tollé parmi les parents de handicapés et les médecins.
- Israël-Palestine : en riposte à l'attaque du 9 janvier :
  - Tsahal rase plusieurs dizaines d'habitations de réfugiés palestiniens à Rafah en Cisjordanie.
  - Le 11, l'armée israélienne détruit au bulldozer la piste de l'aéroport de Gaza.
  - Dans la nuit du 11 au 12, la marine israélienne bombarde le port de Gaza.
  - le 14, destruction de neuf autres maisons palestiniennes à Jérusalem-Est, et assassinat ciblé de Mohammed Raad al-Karmi, responsable des Brigades des martyrs d'Al-Aqsa, à Tulkarem en Cisjordanie, à l'aide d'une bombe actionnée à distance.

## Vendredi11 janvier 2002
- En France :
  - En Corse, dans l'affaire des paillotes, le tribunal correctionnel d'Ajaccio condamne l'ancien préfet Bernard Bonnet à trois ans de prison dont un an ferme, et trois ans d'interdiction des droits civiques et familiaux.
  - Décès à Paris du cinéaste, d'origine arménienne, Henri Verneuil à l'âge de 81 ans.
- En Allemagne, le ministre-président de la Bavière, Edmund Stoiber (CSU) est choisi pour être le candidat de la droite pour les élections législatives du 22 septembre 2003 fave au chancelier socialiste sortant, Gerhard Schröder.
- À Buenos Aires, plusieurs milliers de manifestants protestent contre le maintien du blocage des fonds bancaires jusqu'en 2003. Ils sont dispersés par la police.
- Les premiers prisonniers talibans, ou appartenant aux réseaux d'Al-Qaeda, capturés en Afghanistan arrivent à la base américaine de Guantanamo à Cuba.

## Samedi12 janvier 2002
- L'article 107 de la loi de modernisation sociale, votée en décembre 2001, et relative au champ d'application des licenciements économiques, est censuré par le Conseil constitutionnel.
- Jenifer devient la première lauréate du télécrochet de TF1, la Star Academy. Elle mène depuis une belle carrière de chanteuse et d'actrice.

## Dimanche13 janvier 2002
- Décès à La Rochelle de l'illustrateur Pierre Joubert à l'âge de 91 ans.

## Lundi14 janvier 2002
- Le juge de gauche Éric Halphen annonce sa démission de la magistrature. Dessaisi du dossier de l'affaire des HLM de Paris le 4 septembre 2001, il affirme que l'instruction du dossier a été sabotée.
- Israël : Attaque palestinienne contre un barrage routier israélien : un soldat israélien tué. Le même jour, le commandant palestinien Raed Karmi qui avait ordonné un cessez-le-feu est tué par une bombe placée sur sa route par les services spéciaux israéliens.

## Mardi15 janvier 2002
- En France :
  - Décès de l'ancien ministre de l'Intérieur, Michel Poniatowski à l'âge de 79 ans. Il fut cofondateur avec Valéry Giscard d'Estaing des Républicains indépendants en 1966.
  - L'émission 90 minutes sur Canal+, produit de nouveaux témoignages qui contredisent la thèse officielle du suicide de l'ancien ministre Robert Boulin, plus de 22 ans après les faits.
  - Visite-éclair à Paris du président russe Vladimir Poutine.
- Le libéral irlandais Pat Cox est élu à la présidence du Parlement européen à Strasbourg, en remplacement de la française Nicole Fontaine.
- Attaque palestinienne : deux civils israéliens tués. L'Autorité palestinienne annonce l'arrestation du chef du FPLP, Ahmad Saadat.

## Mercredi16 janvier 2002
- Le volcan Nyiragongo entre en éruption et ensevelit une partie de la ville de Goma : 45 morts (estimations provisoires) et plusieurs dizaines de milliers de personnes fuyant la ville.

## Jeudi17 janvier 2002
- L'article premier de la loi sur l'avenir de la Corse est censuré par le Conseil constitutionnel. C'est la deuxième décision de censure en quelques jours.
- Attaque à l'arme à feu par un palestinien dans une salle de bal à Hadera au nord-est de Tel-Aviv : 6 morts israéliens plus le terroriste lui-même abattu.

## Vendredi18 janvier 2002
- En France :
  - Décès à Paris de l'historien et archiviste-paléographe Michel Fleury à l'âge de 78 ans. Il fut un ardent défenseur du patrimoine, et président de la commission du Vieux Paris depuis 1975.
  - Du 18 au 20, à Marseille, Congrès mondial regroupant 650 généticiens, et selon lesquels les promesses de la thérapie génétique ne se concrétiseront pas avant des dizaines d'années.

## Samedi19 janvier 2002
- Coupe d'Afrique des Nations : Ouverture de la 23e édition de la CAN Mali 2002

## Dimanche20 janvier 2002
- Rallye : Tommi Mäkinen remporte le Rallye automobile Monte-Carlo (sa quatrième consécutive sur ce rallye) au volant d'une Subaru Impreza.

## Lundi21 janvier 2002
- En France :
  - Publication du Livre blanc de l'armée française en Algérie. Ouvrage collectif qui se veut une réponse historique à la campagne sur la torture orchestrée dans les médias.
  - Le fils de Didier Schuller, dans un entretien journalistique, révèle que son père, ex-conseiller général RPR des Hauts-de-Seine, et principal témoin dans l'Affaire des HLM des Hauts-de-Seine, vit réfugié à Saint-Domingue depuis 1998. Le 29, les autorités dominicaines annoncent son placement en résidence surveillée. Le 31, la France demande son extradition.
- L'Allemagne s'est fait rappeler à l'ordre par la Commission européenne pour non-respect des critères de Maastricht. Le ministre des Finances allemand Hans Eichel reconnaît que le déficit public serait proche des 3 % du PIB.
- Du 21 au 24 janvier, visites officielles des ministres français et britanniques des Affaires étrangères, Hubert Védrine et Jack Straw, en République démocratique du Congo, au Rwanda, au Burundi et en Ouganda.
- À Goma région du Kivu l'explosion d'une station d'essence, provoquée par des pillards qui voulaient s'emparer d'un stock de bidons, fait soixante morts.

## Mardi22 janvier 2002
- En France :
  - L'Assemblée nationale vote le projet de révision des lois de 1994 : la clonage thérapeutique est interdit, c'est-à-dire la fabrication d'embryons humains destinés, non à naître, mais à servir aux expériences génétiques. Cependant la recherche sur les embryons dits « surnuméraires » est autorisée.
  - Sortie de l'album Temps mort de Booba.
- À Tôkyô, Conférence des donateurs internationaux pour la reconstruction de l'Afghanistan, en présence du chef du gouvernement intérimaire, Hamid Karzai. Des pays se disent prêts à débloquer immédiatement de l'argent : Union européenne (500 M$), Japon (500 M$), États-Unis (296 M$).
- Attentat contre le Centre d'information américain de Calcutta : 4 policiers indiens sont tués. Le gouvernement indien accuse le Pakistan, lequel rejette cette accusation. Le 25, l'Inde procède à l'essai d'un missile balistique.
- Israël-Palestine :
  - Assassinat à Naplouse de quatre membres présumés de l'aile militaire du Hamas par l'armée israélienne.
  - Un membre des Brigades des martyrs d'Al-Aqsa ouvre le feu sur des passants devant un arrêt d'autobus à Jérusalem-Ouest : 2 morts et 28 blessés plus le terroriste abattu.

## Mercredi23 janvier 2002
- Décès à Paris, du philosophe et sociologue, Pierre Bourdieu à l'âge de 71 ans.
- Après la déclaration de faillite du groupe Enron aux États-Unis, le 3 décembre 2001, Kenneth Lay, son patron démissionne. Le 25, l'ancien vice-président  du groupe J. Clifford Baxter qui fut un des premiers à dénoncer les malversations comptables, est retrouvé mort au volant de sa voiture, une balle dans la tête. La police parle d'un suicide.
- Attaque du Hezbollah contre des positions israéliennes dans le secteur des fermes de Chebaa, une trentaine d'obus tirés. Tsahal riposte en attaquant des positions du Hezbollah dans le sud du Liban.
- « journée sans toubib » (ou « 24h sans toubib ») en France, journée de grève des médecins généralistes libéraux (70 à 90 % de grévistes selon les régions) et des dentistes (environ 50 % de grévistes) lancée par l'Unof et le SML, réclamant notamment le passage de la consultation de 18,50 à 20 euros et la remise en cause du système de gardes dans le cadre de la permanence des soins.

## Jeudi24 janvier 2002
- À Assise en Italie, à l'initiative du pape Jean-Paul II, troisième rassemblement de prières avec les représentants de onze confessions, sur le thème Jamais plus la guerre au nom de Dieu.
- Le constructeur aéronautique Boeing enregistre une commande ferme de 100 appareils 737-800 plus cinquante options, pour une valeur de 9,1 milliards $, émanant de la Compagnie irlandaise Ryanair.
  - Airbus annonce la suppression 6000 emplois (15 % des effectifs) mais sans licenciements secs, et un pronostic de vente de 250 à 300 appareils soit une baisse de 60 %.
- À Beyrouth au Liban, attentat contre l'ancien chef chrétien des Forces libanaises, Elie Hobeika, tué dans l'explosion de sa voiture. Visé dans une plainte pour son rôle dans les massacres, en 1982, des réfugiés palestiniens des camps de Chabra et de Chatila, il s'apprêtait à faire des « révélations » sur l'implication de l'actuel premier ministre israélien Ariel Sharon dans l'organisation de ces massacres.
- De passage à Paris, reçu par le Centre d'accueil de la Presse étrangère, le prince Reza Pahlavi, fils héritier du Shah d'Iran appelle de ses vœux un « référendum national » qui permette au peuple iranien de se prononcer « sur la séparation du clergé et de l'État et l'instauration d'un démocratie », et se déclare prêt à prendre sa place dans le cadre d'une monarchie constitutionnelle.

## Vendredi25 janvier 2002
- Le tribunal correctionnel de Paris condamne le général Paul Aussaresses, auteur du livre Services spéciaux, Algérie, 1955-1957, à 7 500 € d'amende pour complicité d'apologie de crimes de guerre.
- Dans les principales villes d'Argentine, immense concert de coups de casseroles pour protester contre la politique économique du nouveau gouvernement.
- Attentat-suicide à Tel-Aviv : 25 blessés. Tsahal riposte en bombardant des installations des services de sécurité palestiniens en Cisjordanie et à Gaza.
- Six cents soldats américains débarquent aux Philippines dans le cadre de la phase II de la guerre contre Al-Qaeda. Leur mission est d'aider l'armée philippine à éradiquer le groupe terroriste islamiste Abu Sayyaf de l'île de Basilan, officiellement sans participer aux combats et sans occuper de postes de commandement.

## Samedi26 janvier 2002
- Du 26 au 27, à la Mutualité à Paris, Convention nationale du Parti socialiste, qui adopte le projet 2002-2012 élaboré sous la direction de Martine Aubry, La vie en mieux, la vie ensemble. Le 27, discours de Lionel Jospin devant deux mille secrétaires de sections.

## Dimanche27 janvier 2002
- Israël : attentat-suicide du Fatah à Jérusalem-Ouest : un mort et plusieurs dizaines de blessés israéliens en représailles à la violation israélienne du cessez-le-feu du 14 janvier. C'est le premier attentat commis par une femme, Wafa Idriss.

## Lundi28 janvier 2002
- En France :
  - Les chiffres officiels publiés par le ministère de l'intérieur font état d'une hausse de 7,69 % de la criminalité en France en 2001 (+9,86 % pour les crimes et délits contre les personnes, +13,19 % de viols avec le nouveau phénomène de tournante, 21,18 % des auteurs sont des mineurs). La publication de ses chiffres fut l'objet d'un débat de société animé :
    - Les quatre dernières années montrent qu'il n'y a aucune corrélation entre l'amélioration du chômage (qui a baissé) et le niveau de criminalité (qui a augmenté),
    - Selon divers spécialistes et études : « le sentiment d'impunité créé les conditions de la récidive » :
      - moins d'un tiers des agressions font l'objet d'une plainte,
      - depuis 1993, le nombre de mineurs mis en cause a augmenté de 90 %,
      - depuis l'entrée an application de la loi Guigou en janvier 2001, le nombre de personnes écrouées a baissé de 6,06 %, et les gardes à vue ont baissé de 9,7 %,
      - un tiers des peines de prison ne sont pas exécutées.

  - La liquidation judiciaire de la société Prost-Grand Prix est prononcée par le Tribunal de commerce de Versailles.
  - Le journal « Le Figaro » fait état d'une note de la CIA indiquant que parmi les prisonniers islamistes détenus à Guantanamo figurent six prisonniers qui auraient la nationalité française. Le 30, le gouvernement français confirme cette information.
- La monnaie européenne touche son plus bas niveau depuis six mois face au dollar avec 0,8580 $ pour 1 €. À la suite des propos encourageants du président de la Réserve fédérale américaine Alan Greenspan, les marchés sont confiants dans la reprise américaine. Les actifs américains détenus par des fonds étrangers se monteraient à 2 100 milliards de dollars fin 2001.
- Le vice-président du Conseil italien, Gianfranco Fini de l'Alliance nationale, est nommé représentant de l'Italie au sein de la Convention pour la révision des institutions européennes, dont l'un des deux vice-présidents est l'italien Giuliano Amato.
- Début du mouvement de grève générale et de manifestations monstres, organisées par les partisans de l'opposant Marc Ravalomanana, qui refuse l'organisation d'un second tour à l'élection présidentielle, dont il s'est déclaré vainqueur dès le premier tour du 16 décembre, en constatant les très importantes malversations et trucages faits par le pouvoir en place.
- À Lagos au Nigeria, un incendie ayant gagné un dépôt de munitions, il se produit une gigantesque explosion, dont les déflagrations causent la mort de plusieurs dizaines de personnes. Deux mille autres périssent noyés en tentant de traverser les canaux de la ville.

## Mardi29 janvier 2002
- En France : 
  - L'Assemblée nationale vote la nouvelle loi sur la présomption d'innocence, après arbitrage du premier ministre Lionel Jospin et remaniement.
  - L'ancien ministre de l'Intérieur Charles Pasqua annonce officiellement sa candidature à l'élection présidentielle.
- Le président George W. Bush prononce son discours sur l'état de l'Union, en présence du chef du gouvernement intérimaire Hamid Karzai. Le président demande au Congrès de voter une augmentation de 15 % du budget de la Défense (48 milliards $). Il accuse l'Iran, l'Irak et la Corée du Nord de se doter d'armes de destruction massive. La popularité du président avoisine les 85 %, avec le sentiment d'union nationale face au terrorisme.

## Mercredi30 janvier 2002
- Attentat-suicide palestinien à Tulkarem : un mort et une douzaine de blessés israéliens.

## Jeudi31 janvier 2002
- À New York, ouverture du Forum économique mondial qui se tient habituellement à Davos en Suisse. Laurent Fabius y représente la France.
- À Porto Alegre au Brésil, ouverture du contre-forum Forum social mondial rassemblant soixante mille participants, parmi lesquels les Français José Bové, Jean-Pierre Chevènement, Noël Mamère et Bertrand Delanoë.

## Naissances
- 1 janvier : Simon Adingra, footballeur ivoirien
- 2 janvier : Thierno Ballo, footballeur autrichien
- 3 janvier : 
  - Bruno Amione, footballeur argentin
  - Million Manhoef, footballeur néerlandais
- 4 janvier : Vladyslav Vanat, footballeur ukrainien
- 5 janvier : Amadou Mbengue, footballeur sénégalais
- 6 janvier : Owen Moffat, footballeur écossais
- 9 janvier : Guillermo Wagner, footballeur uruguayen
- 10 janvier : 
  - Pablo Maia, footballeur brésilien
  - Joaquín Sosa, footballeur uruguayen
- 11 janvier : Łukasz Bejger, footballeur polonais.
- 12 janvier : 
  - Harrison Burrows, footballeur anglais.
  - Nicolas Pignatel Jenssen, footballeur norvégien.
- 13 janvier : Marcel Wędrychowski, footballeur polonais.
- 15 janvier : 
  - Jannes Van Hecke, footballeur belge
  - Silvan Wallner, footballeur suisse
- 17 janvier : 
  - Thomas Kristensen, footballeur danois
  - Samuel (chanteur) chanteur et acteur américain
- 18 janvier : 
  - Kristall Máni Ingason, footballeur islandais
  - Samuel Joslin, acteur britannique
- 19 janvier : 
  - Henrique Araújo, footballeur portugais
  - Ambra Sabatini, athlète handisport italienne
- 20 janvier : Jovan Lukić, footballeur serbe
- 22 janvier : 
  - Yanis Cimignani, footballeur français
  - Caitlin Clark, basketteuse américaine
  - Herman Geelmuyden, footballeur norvégien
- 27 janvier : Ville Koski, footballeur finlandais
- 28 janvier : Attila Baukó, dit Azahriah, chanteur hongrois
- 29 janvier : 
  - Ryōtarō Araki, footballeur japonais
  - Megan Jastrab, coureuse cycliste américaine
- 30 janvier: Tyla, chanteuse et compositrice sud-africaine
- 31 janvier : Isak Jansson, footballeur suédois

## Décès
- 1er janvier : Nafissa Sid Cara, première femme ministre de la Ve République, première musulmane membre du gouvernement français (° 1910).
- 4 janvier : Pierre-Roland Giot, préhistorien français, considéré comme le créateur de l'archéologie armoricaine moderne  (° 23 septembre 1919).
- 7 janvier :
  - René Étiemble, écrivain français (° 26 janvier 1909).
  - Louis Mitelberg, caricaturiste et sculpteur polonais (° 1919).
- 11 janvier :
  - Jan Burssens, peintre belge (° 27 juin 1925).
  - Henri Verneuil, cinéaste français (° 15 octobre 1920).
- 12 janvier : Cyrus Vance, ancien secrétaire d'État américain sous l'administration du président Carter. (° 27 mars 1917).
- 13 janvier : Pierre Joubert, dessinateur français
- 14 janvier : Jim Leon, peintre britannique (° 12 novembre 1938).
- 15 janvier : Michel Poniatowski, ancien ministre de l'Intérieur français (° 1922).
- 16 janvier : 
  - Jean Elleinstein, historien français
  - Jean-François Jonvelle, photographe français
- 17 janvier : Camilo José Cela, écrivain espagnol (° 1916).
- 19 janvier : Edvaldo Izidio Neto, dit Vava, footballeur brésilien, champion du monde 1958 et 1962.
- 20 janvier : Jean-Toussaint Desanti, philosophe français
- 23 janvier : Pierre Bourdieu, sociologue français (° 1er août 1930).
- 24 janvier : Elie Hobeika, ex-ministre et ancien chef des milices chrétiennes libanais (° 1957).
- 28 janvier : Astrid Lindgren, écrivain suédois pour enfants (° 1907).
- 31 janvier : Karel Voous, ornithologue néerlandais (° 23 juin 1920).